# Sovena Group
Sovena Group er en portugisisk fødevareproducent, der fokuserer på madolie og olivenholdige fødevarer. De dyrker, forarbejder og pakker deres egne oliven og olivenprodukter.
Sovena blev etableret i 1956 i Portugal, som et joint-venture mellem Companhia União Fabril (CUF), Macedo e Coelho og Sociedade Nacional de Sabões. I 1974 blev virksomheden nationaliseret. Senere igen privatiseret, nu som Nutrinveste Group og siden 2008 som Sovena Group.